# Campestre (Alagoas)
Campestre é um município brasileiro do estado de Alagoas. Sua população em 2010 pelo censo do IBGE era estimada em 6.598 habitantes. 
O município de Campestre está localizado na Micro Região da Zona da Mata Norte de Alagoas, sua distância até a capital Maceió é de 120 km, com uma área de 65,910 km² segundo censo do IBGE do ano de 2010, limitando – se com Jundiá, Novo Lino e Jacuípe em Alagoas e Xexéu e Água Preta em Pernambuco.

## História e Hidrografia
Os registros históricos do município de Campestre estão ligados ao município de Jundiá, de quem foi povoado desmembrado. O nome do povoado se originou dos verdejantes campos existentes em meados do século XVIII entre os morros que circundavam toda a região, a princípio com poucas casas. Com a construção da estrada que ai até Palmares, no Estado de Pernambuco, Campestre começou a se desenvolver. O povoado se estabeleceu com a instalação das atividades industriais da Usina Santa Terezinha, atualmente desativada e da feira livre, considerada a maior da região, superando progressivamente a sede do município. 
Na administração de José Ribeiro Caminha, em Jundiá, ocorreu o processo de desapropriação de terra, facilitando o crescimento urbano, também fizeram parte da evolução do povoado Domingos Barreto da Silva e Antonio Sijames Granja. O padre, Francisco Gerardi esteve à frente da construção da primeira igreja, em 1926, erguida em homenagem a São José. 
A luta pela emancipação começou em 1987, com o prefeito, Gervásio de Oliveira Lins, na época prefeito de Jundiá. No ano 1988, aprovado na Câmara de Vereadores, em 1988, o deputado estadual José Medeiros encampou o movimento. E em 25 de novembro de 1994, o governador Geraldo Bulhões, sancionou a lei que concedeu autonomia administrativa a Campestre. 
Os pontos de encontro da cidade são a área de lazer, a quadra de esportes, o clube municipal e a Prainha do Val, no rio Jacuípe. A atração turística ainda em fase de implantação será o Parque Ecológico Serra da Pedra. 
Gentílico: camprestrense 
Formação administtrativa 
Distrito criado com denominação de Campestre, no município de Jundiá. 
Art. 41, inciso II, do Ato das Disposições Constitucionais Transitórias, da Constituição Estadual de 05-10-1989, confirmado pela Lei Estadual nº 5641, de 21-111994, que define os seus limites, desmembrado de Jundiá. Sede no distrito de Campestre ex-Povoado Campestre de Jundiá. Constituído do distrito sede. Instalado em 01-01-1997. 
Em divisão territorial datada de 1-VII-1997, o município é constituído do distrito sede. 
Assim permanecendo em divisão territorial datada de 2007.
Hidrografia
Localiza-se às margens do Rio Jacuípe que nasce na Serra da Catita em Canastra entre Ibateguara e Colônia de Leopoldina -AL desaguando no Rio Una que deságua no Oceano Atlântico. Outros rios do município: Rio Manguaba, Riacho Trincheiras e Riacho Pedra Branca.

## Turismo
Banhos naturais na Bica de Porto do Meio, Boa Vista, Piaba Grande e a reserva de Serra de Pedra, que lembra esconderijos dos negros do período da invasão holandesa.

## Lazer
Existem poucas opções de recreação na cidade, os jovens concentram-se na praça Padre Cícero, e também na nova praça recém inaugurada em 2017, frequentam o Clube e apreciam shows no Pátio de Eventos. Outra opção é o banho de rio na prainha do Val, no Rio Jacuípe e também trilhas a Serra de Pedra.

## Esportes
Futebol,Futsal, Trilha de Moto, Capoeira, Judô, Jiu-jitsu, Futsal, Voleibol, Handebol e Dominó.

## Indústria
Não existem indústria na cidade, existem pequenos produtores que fazem produtos artesanais na cidade. 

## Comércio
O comércio é pequeno devido a falta de indústrias e de falta de recursos para serem aplicados na cidade, existe uma feira de rua aos sábados. As compras da população, costumam ser em Palmares-PE, por ser a cidade pólo da região.

## Agricultura
Cana-de-açúcar, café, banana, mamão, mandioca, inhame, maracujá, acerola, milho, feijão e hortaliças.

## Pecuária
Criação em pequena escala de gado de corte, vacas leiteiras, caprinos, ovinos e suínos.

## Religião
Católica, Candomblé, Espirita, adventista, testemunhas de jeová, pentecostal e os Protestantes.

## Apicultura
Criação de Abelhas Italianas para o controle da safra do maracujá em algumas propriedades rurais.

## Artesanato
Artesãos locais, realizam pequenas atividades isoladas em barro, tecidos, pintura, bordado, crochê e vidro. 

## Educação
1.640 Alunos na Rede Municipal de Educação e na Rede Estadual distribuídos nas escolas abaixo relacionadas:
Escola Estadual José Ribeiro Caminha;
Centro de Ensino Fundamental Ministro Renan Calheiros;
Escola Francisca Barreto;
Escola Edson da Gama Peixoto;
Centro de Educação Infantil Julieta Odete de Barros;
Grupo Escolar Sto Antônio (Fazenda Taquarassú);
Escola Municipal Santa Catarina (Fazenda Belo Dia);
Grupo Escolar Sebastião Luis de Melo (Fazenda Taquarí);
Grupo Escolar Dom Pedro II (Fazenda S. João);
Grupo Escolar Marechal Castelo Branco (Fazenda bom Sossego).
- São 63 professores da Rede Municipal e  23 professores da Rede Estadual.
- Link para conferir os dados atualizados em 2015: http://cod.ibge.gov.br/1CRBA

## Principais Festividades
Festa do Padroeiro São José (19 de Março) e Aniversário ou Emancipação Política (25 de Novembro).